# Sant'Antonio Abate (Moretto)
Sant'Antonio Abate è un dipinto a olio su tela (297x148 cm) del Moretto, databile al 1530-1534 e conservato nel santuario della Madonna della Neve di Auro, frazione di Casto, in provincia di Brescia, al terzo altare destro.
L'opera, collocabile all'apice della produzione artistica del pittore, presenta caratteri molto più liberi rispetto alle opere coeve e la causa, probabilmente, è da ricercare nella committenza di provincia, per la quale il Moretto poteva esprimere con più tranquillità il suo estro artistico. La tela è stata anche definita l'archetipo della pittura seicentesca bresciana, ricca di movimenti, contrasti, volumi poderosi e segni violenti.

## Storia
Il dipinto viene forse ricordato per la prima volta da Francesco Paglia nel 1675 quando, parlando di Casto, annota genericamente che in "Val Sabia sopra quelle colme vedesi in quelle picciole chiese opere del Romanino, e del Moretto". Non è possibile sapere a quali dipinti si riferisse nello specifico, ma l'unico ancora oggi conservato in questi luoghi è proprio il Sant'Antonio Abate del Moretto. Rimane comunque ignota la committenza, anche se, verosimilmente, fu la stessa comunità di Casto: il santuario viene costruito a partire dal 1527 in seguito a un'apparizione mariana e la tela è databile proprio agli anni immediatamente successivi. Nei secoli successivi non si registrano trasferimenti o cessioni e ancora oggi l'opera si trova nel santuario di Auro, al terzo altare destro.

## Descrizione
Il dipinto raffigura sant'Antonio Abate seduto su un alto trono in pietra dalle linee architettoniche. Ai lati si intravede una gradonata con parapetto in sommità, affacciato su un cielo azzurro rigato da nubi bianche. Il santo si trova al centro, ma in posizione molto movimentata, in contrasto con la rigida linearità che gli sta attorno. La sua figura indossa una veste arancione chiaro, sopra il quale è posto uno scapolare rosso dal quale si diparte un lungo piviale dorato bordato da una fascia verde. Anche il trono stesso è coperto da un drappo scuro, lungo dalla sommità fino alla base. Ai piedi calza due semplici sandali. Le due braccia sono appoggiate sugli alti braccioli del trono: dalla mano destra scaturiscono fiamme, mentre la sinistra regge un pastorale al quale è appesa una campanella. Sulla sinistra, appoggiata a uno dei gradini, si vede una mitria, mentre più in basso, ai piedi del santo, è steso un cinghiale.

## Stile
Data la sua ubicazione, il dipinto non è mai citato dalla letteratura artistica antica e le prime analisi stilistiche si rilevano solo a partire dal tardo Ottocento. Pietro Da Ponte, nel 1898, lo definisce "una delle opere notevoli del Moretto", informando anche sul buon stato di conservazione: "meno pochissimi ritocchi, il quadro conserva una freschezza singolare di tinte". Nello stesso anno, anche Pompeo Molmenti lo definisce "dipinto mirabile per la poesia dell'immagine e la robustezza del pennello", mentre Roberto Longhi, nel 1929, osserva come il Moretto "si serve di quell'impalcatura votiva per giocarvi entro nuovi effetti di illusionismo intenso, tipicamente lombardo, ottenuto non già con il mistero della vecchia prospettiva, ma con una illuminazione più radente e con invenzioni di forme che, per così dire, fuoriescono improvvisamente dal tracciato del quadro. Che nuova invenzione nell'ombra del porcellino nero che, una zampa fuori dal quadro, grugnisce sul primo scalino della pala di Comero!". Contemporaneamente, anche Adolfo Venturi registra un accenno all'opera, collocandola al 1530 circa, all'apice dell'arte del Moretto. In quest'opera, secondo lo studioso, il pittore, "sempre più forte e poderoso di modellato, [...] spalanca le braccia di sant'Antonio Abate; e par che la fiamma ardente sulla mano ne accenda le barba e guizzi sul raso dell'abito e sul tessuto aureo del paludamento".
Camillo Boselli, nel 1954, colloca il dipinto in un percorso di evoluzione stilistica che, cominciato con la Strage degli innocenti nella chiesa di San Giovanni Evangelista a Brescia, "piega decisamente verso l'eccesso di Auro, sotto la pressione forse di volersi opporre, nel senso etimologico della parola, porsi di contro, al Romanino molto ammirato per le sue sbrigliature nel contado" per giungere poi, "purificandosi", alle ante dell'organo della chiesa di San Pietro in Oliveto. "Il Sant'Antonio Abate del Santuario valsabbino è un vivido spiraglio in quelle che possono essere state le aspirazioni e le deviazioni del Moretto minore, cioè del Moretto libero di ubbidire non ai dettami della moda, mai ai suoi desideri momentanei. Il piacere per i gesti violenti, per delle masse solide che traggono il senso dello spazio che occupano non già dal loro pieno, ma dal loro movimento, una pittura seicentesca, se di Seicento è lecito parlare in Moretto". Il Boselli conclude affermando che "la vera pittura preseicentesca a Brescia è nel Sant'Antonio di Auro. [...] La violenza della rappresentazione è dappertutto, nella energica ipotiposi del bacolo abbaziale, nel braccio rovesciato nello sforzo, in quell'ampio mantello che tende a divenire [...] il protagonista di tutto l'insieme. A questa visione di forza ben si addice quel complesso piatto del bancale da cui avanza la figura del santo, costruito con un modellato solido e poderoso creato da un intenso chiaroscuro. Il contrasto fra il grigio argenteo, i rosa antichi [...] da una parte e il chiaroscuro foppesco dall'altra bloccano questa figura in un qualche cosa di solido, mentre la sua configurazione lineare era la migliore per sciogliere del tutto le masse grazie alla forza centrifuga di cui è animata. Concezione lineare che può sembrare quindi sbilanciata e difettosa per le regole rinascimentali sia veneziane, sia bresciane, ma che può essere non solo assolta ma approvata in periodo seicentista. E al Seicento, al più puro e tipico Seicento, ci riconducono quel maialino che grugnisce sul ghiaccio abbagliato del gradino, qui piedi forzuti che s'intravvedono in primo piano, quel braccio e quel polso violentemente segnati. Solo la provincia, però, permette al Moretto in questo periodo un canto così spiegato e scoperto; quando egli deve dipingere per i cittadini, la sua pittura si raffina intellettualmente e diventa non più debole, ma più composta".
Aggiunge Pier Virgilio Begni Redona nel 1988: "certamente, un realismo così aggressivo è una risposta adeguata alle sollecitazioni di una committenza legata a moduli agrari, per la quale il culto di sant'Antonio Abate entra come componente di struttura nel delicato equilibrio di una comunità sempre ai margini della sopravvivenza economica. Oltre che patrono, il santo doveva essere un lottatore contro le potenze malefiche che aggrediscono uomini e animali, un Giove redivivo e possente col potere del fuoco".